# Dosinia lambata
Dosinia lambata позната још по имену silky dosinia је врста слановодних морских шкољки из рода Dosinia и породице Veneridae тзв. Венерине шкољке.

## Распрострањење
Нови Зеланд су једино познато природно станиште врсте.

## Станиште
Станиште врсте је море, подручја са сланом водом.

## Синоними
- Arthemis lambata Gould, 1850
- Dosinia (Fallartemis) lambata (Gould, 1850) прихватио, алтернативно представљање